# Tylko dla twoich oczu (ścieżka dźwiękowa)
Tylko dla twoich oczu – ścieżka dźwiękowa do 12. filmu o Jamesie Bondzie o tej samej nazwie.
Piosenkę tytułową napisali Bill Conti (muzyka) i Michael Leeson (tekst), a wykonała ją Sheena Easton. Piosenka została później nominowana zarówno do Oscara, jak i do Złotego Globu w 1982 roku. Easton stworzył także historię filmu Bonda jako pierwszy (i jak dotąd jedyny) artysta, który wykonał piosenkę tytułową na ekranie podczas początkowej sceny.
Początkowo zespół Blondie został poproszony o napisanie i wykonanie piosenki tytułowej. Wyprodukowali też piosenkę For Your Eyes Only, z którą zwrócili się do producentów, jednak została ona odrzucona, ponieważ firma chciała piosenki Conti, a zespół odmówił, a następnie poprosił Eastona o nagranie zupełnie nowego utworu. Blondie ostatecznie wydała swoją piosenkę na albumie The Hunter z 1982 roku. Utwór Make It Last All Night, wykonywany przez Rage i wykorzystany na scenie w hiszpańskim basenie Hitmana Gonzalesa, wyróżnia się tekstem bardziej sugestywnym niż w prawie każdym innym filmie Bonda.
Ścieżkę dźwiękową skomponował Bill Conti, ponieważ główny kompozytor filmów z tej serii, John Barry, nie był w stanie pracować w Wielkiej Brytanii ze względów podatkowych (podobnie jak wielu dobrze zarabiających Brytyjczyków, wyemigrował z kraju w latach siedemdziesiątych). Barry polecił Conti jako możliwą alternatywę. Podczas głównej sekwencji pościgu narciarskiego (utwór Runaway) Conti pokazał, że znał się na muzyce poprzednich filmów Bonda, ponieważ udaje mu się przywołać wspomnienia muzyki z poprzedniej akcji narciarskiej w filmach W tajnej służbie Jej Królewskiej Mości i Szpieg, który mnie kocha. Ten jedyny jak dotąd wkład Conti'ego w serię filmów o Bondzie, został wydany jako album równolegle z wydaniem filmu, a później na bootlegowej płycie kompaktowej w połączeniu z muzyką Johna Barry'ego z Octopussy. Kiedy ścieżka dźwiękowa została oficjalnie wydana na CD w 2000 roku, dodano sześć bonusowych utworów, które dodatkowo pokazały wszechstronne podejście Conti'ego do filmu, pomagając produkcji w powrocie do twardszego, bardziej realistycznego Jamesa Bonda. Nie wydany na płycie, lecz ujęty w filmie jest także krótki hołd dla znanego motywu Johna Williamsa z filmu Szczęki, gdy nieoczekiwany podwodny horror (okazuje się, że jest atakującym jest nurek w skafandrze głębinowym JIM) zbliża się do zatopionego statku. Był to trzeci film o Bondzie z dowcipną muzyką z klasycznego filmu. Ponadto nuty z tytułowej piosenki do filmu "Szpieg który mnie kochał" – „Nobody does it better”, można usłyszeć w formie tonów klucza do drzwi zabezpieczających na początku filmu.

## Wykaz utowrów
1. "For Your Eyes Only" – Sheena Easton
2. "A Drive in the Country"[2]
3. "Take Me Home" – solo: Eddie Blair
4. "Melina's Revenge"
5. "Gonzales Takes a Drive"[3]
6. "St. Cyril's Monastery"
7. "Make It Last All Night" – Rage
8. "Runaway"
9. "Submarine"[2]
10. "For Your Eyes Only (wersja instrumentalna)" – solo: Derek Watkins
11. "Cortina"
12. "The P.M. Gets the Bird/For Your Eyes Only – Reprise" – Sheena Easton
13. "Gunbarrel/Flowers for Teresa/Sinking the St. Georges"[2]
14. "Unfinished Business/Bond Meets Kristatos"
15. "Ski...Shoot...Jump..."
16. "Goodbye, Countess/No Head for Heights/Dining Alone"
17. "Recovering the ATAC"
18. "Sub vs. Sub"
19. "Run Them Down/The Climb"

## Notowania
| Notowania (1981)  | Najwyższa pozycja |
| ----------------- | ----------------- |
| Ö3 Austria Top 40 | 16                |
| VG-lista          | 15                |
| Sverigetopplistan | 25                |
| Billboard 200     | 84                |